# جوناثان غراي
جوناثان غراي (15 يوليو 1967 في المملكة المتحدة - ) (بالإنجليزية: Jonathan Gray)‏ هو لاعب كريكت بريطاني. لعب مع Cheshire County Cricket Club ‏ ونادي مقاطعة ستافوردشاير للكريكت ‏.

## وصلات خارجية
- جوناثان غراي على موقع إي آس بي آن كريك إنفو (الإنجليزية)